# Зельвянка
Зельвянка (в прошлом Зельва, бел. Зальвянка, Зэльвянка) — река в Беларуси, протекает по территории Брестской и Гродненской областей, левый приток Немана. Длина реки — 170 км, площадь водосборного бассейна — 1940 км², среднегодовой расход воды в районе устья — 11 м³/с.
Истоки реки находятся между деревнями Лидяны и Кулевичи Свислочского района Гродненской области, далее река протекает по территории Волковысского, Пружанского, Зельвенского и Мостовского районов. Впадает Зельвянка в Неман в городе Мосты. Крупнейшие притоки — Щиба, Ружанка, Аковка, Сасва. Долина реки шириной от 500 м до 3,5 км. В пойме реки расположено крупное болото Багна-Схеда, другое — Журавлиное находится между р. Щара и Зельвянкой.
Наивысший уровень половодья в нижнем течении в начале 3-й декады марта. Замерзает в конце декабря, вскрывается в середине марта. Гидрологические наблюдения впервые проводились в 1923 году.
В устье реки развито рыболовство. У воды обитают выдра и ондатра. До мелиоративных работ в реке обитало множество бобров, раков и налимов.
На реке действует малая гидроэлектростанция Паперня и Зельвенская ГЭС.
Кроме города Мосты на реке расположен городской посёлок Зельва.